# Mukia nigroanalis
Mukia nigroanalis är en fjärilsart som beskrevs av Hans Georg Amsel 1954. Mukia nigroanalis ingår i släktet Mukia och familjen Crambidae. Inga underarter finns listade i Catalogue of Life.